# Josef Rabbinowicz

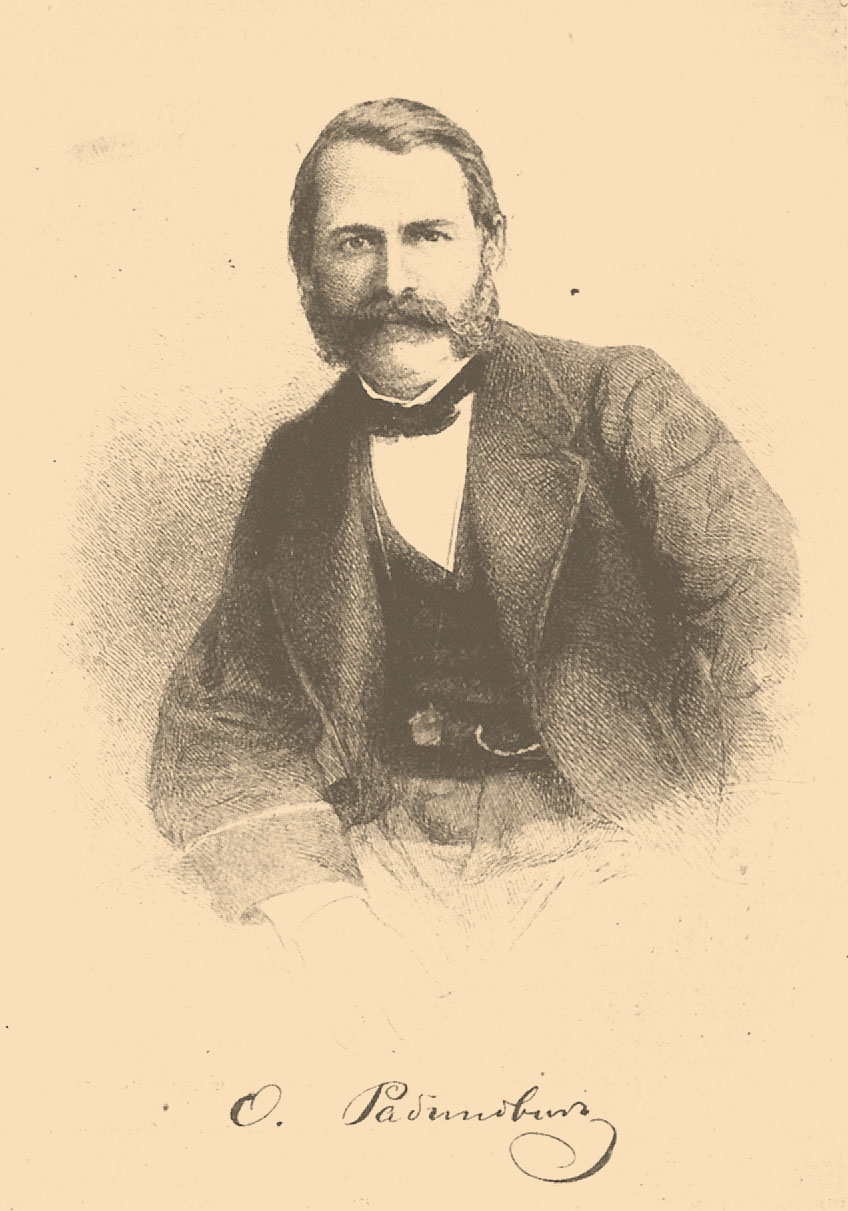

Josef Ossip Aronowitsch Rabbinowicz, auch Rabbinowitsch, Rabbinowitz; * 14. Januar 1817 in Kobeljaki; † 16. Oktober 1869 in Meran, war ein russischer Schriftsteller und Begründer der ersten russisch-jüdischen Zeitschrift Rasswjet ("Morgenröte", 1860).